# Tara Moore
Tara Moore (* 6. August 1992 in Hongkong) ist eine britische Tennisspielerin.

## Karriere
Moore begann im Alter von sieben Jahren mit dem Tennisspielen und bevorzugt laut ITF Rasenplätze. Sie tritt überwiegend auf der ITF Women’s World Tennis Tour an, auf der sie bislang neun Einzel- und 18 Doppeltitel gewinnen konnte.
Sie nahm zunächst viermal mit einer Wildcard an den Wimbledon Championships teil (2012 im Doppel sowie 2013 im Einzel, Doppel und Mixed). 2014 stand sie dann im Einzel und im Doppel im Hauptfeld. 2016 überstand sie im Einzel zum ersten Mal die erste Runde.
Im Februar 2014 gab Moore ihr Debüt für die britische Fed-Cup-Mannschaft; von den beiden Partien konnte sie ihr Einzel gewinnen.
2022 wurde sie nach einem positiven Dopingtest vorläufig gesperrt. Im Dezember 2023 wurde sie freigesprochen, weil sie kontaminiertes Fleisch gegessen hatte. Die ITIA brachte den Fall jedoch vor den Internationalen Sportgerichtshof, der sie 2025 für vier Jahre sperre.

## Turniersiege

### Einzel
| Nr. | Datum             | Turnier             | Kategorie   | Belag             | Finalgegnerin    | Ergebnis       |
| --- | ----------------- | ------------------- | ----------- | ----------------- | ---------------- | -------------- |
| 1.  | 19. Juli 2008     | Frinton             | ITF $10.000 | Rasen             | Mona Barthel     | 7:5, 6:1       |
| 2.  | 1. August 2010    | Chiswick            | ITF $10.000 | Hartplatz         | Amy Bowtell      | 6:3, 6:4       |
| 3.  | 13. November 2011 | Loughborough        | ITF $10.000 | Hartplatz (Halle) | Myrtille Georges | 7:65, 5:7, 6:4 |
| 4.  | 20. Januar 2013   | Glasgow             | ITF $10.000 | Hartplatz (Halle) | Myrtille Georges | 6:4, 6:1       |
| 5.  | 27. Januar 2013   | Preston             | ITF $10.000 | Hartplatz (Halle) | Amy Bowtell      | 7:62, 6:1      |
| 6.  | 24. Februar 2013  | Surprise            | ITF $25.000 | Hartplatz         | Louisa Chirico   | 6:3, 6:1       |
| 7.  | 19. Januar 2014   | Glasgow             | ITF $10.000 | Hartplatz (Halle) | Myrtille Georges | 6:3, 6:1       |
| 8.  | 10. Januar 2016   | Antalya             | ITF $10.000 | Sand              | Anne Schäfer     | 2:6, 7:5, 6:0  |
| 9.  | 8. April 2018     | Scharm asch-Schaich | ITF $15.000 | Hartplatz         | Eleni Kordolaimi | 6:0, 6:1       |

### Doppel
| Nr. | Datum              | Turnier             | Kategorie   | Belag             | Partnerin            | Finalgegnerinnen                     | Ergebnis          |
| --- | ------------------ | ------------------- | ----------- | ----------------- | -------------------- | ------------------------------------ | ----------------- |
| 1.  | 25. Juli 2010      | Wrexham             | ITF $25.000 | Hartplatz         | Francesca Stephenson | Emma Laine Sania Mirza               | 2:6, 6:3, 7:5     |
| 2.  | 13. November 2011  | Loughborough        | ITF $10.000 | Hartplatz         | Francesca Stephenson | Malou Ejdesgaard Amanda Elliott      | 3:6, 6:2, [10:3]  |
| 3.  | 20. Januar 2013    | Glasgow             | ITF $10.000 | Hartplatz (Halle) | Melanie South        | Anna Smith Francesca Stephenson      | 7:65, 6:3         |
| 4.  | 10. Februar 2013   | Rancho Mirage       | ITF $25.000 | Hartplatz         | Melanie South        | Jan Abaza Louisa Chirico             | 4:6, 6:2, [12:10] |
| 5.  | 21. Juli 2013      | Woking              | ITF $25.000 | Hartplatz         | Marta Sirotkina      | Kanae Hisami Mari Tanaka             | 4:6, 6:1, [10:7]  |
| 6.  | 9. März 2014       | Preston             | ITF $25.000 | Hartplatz (Halle) | Marta Sirotkina      | Timea Bacsinszky Kristina Barrois    | 3:6, 6:1, [13:11] |
| 7.  | 8. März 2015       | Antalya             | ITF $10.000 | Sand              | Cornelia Lister      | Kim Grajdek Alexandra Nancarrow      | 7:60, 7:5         |
| 8.  | 24. September 2017 | Albuquerque         | ITF $80.000 | Hartplatz         | Conny Perrin         | Viktorija Golubic Amra Sadikovic     | 6:3, 6:3          |
| 9.  | 2. März 2018       | São Paulo           | ITF $25.000 | Sand              | Conny Perrin         | Hsu Chieh-yu Marcela Zacarías        | 6:4, 3:6, [13:11] |
| 10. | 14. April 2018     | Scharm asch-Schaich | ITF $15.000 | Hartplatz         | Eleni Kordolaimi     | Rutuja Bhosale Kanika Vaidya         | 6:4, 6:1          |
| 11. | 27. Oktober 2018   | Saguenay            | ITF $60.000 | Hartplatz (Halle) | Conny Perrin         | Sharon Fichman Maria Sanchez         | 6:0, 5:7, [10:7]  |
| 12. | 14. September 2019 | Redding             | ITF W25     | Hartplatz         | Emina Bektas         | Catherine Harrison Paige Hourigan    | 6:3, 6:1          |
| 13. | 19. Oktober 2019   | Florence            | ITF W25     | Hartplatz         | Emina Bektas         | Olivia Tjandramulia Marcela Zacarías | 7:5, 6:4          |
| 14. | 30. Januar 2021    | Rome                | ITF W60     | Hartplatz         | Emina Bektas         | Wolha Hawarzowa Jovana Jović         | 5:7, 6:2, [10:8]  |
| 15. | 20. Februar 2021   | Orlando             | ITF W25     | Hartplatz         | Emina Bektas         | Camila Osorio Conny Perrin           | 7:5, 2:6,[10:5]   |
| 16. | 3. April 2021      | Dubai               | ITF W25     | Hartplatz         | Emina Bektas         | Berfu Cengiz İpek Öz                 | 7:5, 4:6, [10:7]  |
| 17. | 8. Januar 2022     | Traralgon           | ITF W60+H   | Hartplatz         | Emina Bektas         | Catherine Harrison Aldila Sutjiadi   | 0:6, 7:61, [10:8] |
| 18. | 7. Juni 2025       | Sumter              | ITF W75     | Hartplatz         | Abigail Rencheli     | Liang En-shuo Ma Yexin               | 7:5, 6:2          |

## Persönliches
Moore ist mit Emina Bektas verheiratet. Davor war sie seit September 2016 sie mit der Schweizer Tennisspielerin Conny Perrin verlobt.